# 阿爾芒松河
阿爾芒松河（法語：Armançon，法語發音：[aʁmɑ̃sɔ̃]）是法國的河流，屬於約訥河的右支流，河道全長202公里，流域面積2,990平方公里，平均流量每秒30立方米，發源自梅伊叙鲁夫尔西北部，河口處在米热讷。

## 外部連結
- http://www.geoportail.fr （页面存档备份，存于）
- The Armançon at the Sandre database （页面存档备份，存于）